# Lissac-sur-Couze
Lissac-sur-Couze är en kommun i departementet Corrèze i regionen Nouvelle-Aquitaine i de centrala delarna av Frankrike. Kommunen ligger  i kantonen Larche som tillhör arrondissementet Brive-la-Gaillarde. År 2022 hade Lissac-sur-Couze 688 invånare.

## Befolkningsutveckling
Antalet invånare i kommunen Lissac-sur-Couze
Referens:INSEE